# Podrzecze (Ukraina)
Podrzecze (ukr. Підріччя) – wieś na Ukrainie w rejonie kamieńskim obwodu wołyńskiego.

## Historia
Pod koniec XIX w. wieś w gminie Kamień Koszyrski, w powiecie kowelskim.